# مارون أشقر
مارون أشقر، (1931- 10 مايو 2004) هو موسيقي وفنان فلسطيني، ولد في مدينة الناصرة وانحدر من عائلة موسيقية لبنانية الأصل، حيث كان والده رشيد أشقر عازفًا للعود وشماسًا في الكنيسة المارونية، والذي تعلم منه على مدى ستين عام موسيقى وفن الجوقة الكنسية.
تعلم الموسيقى في بداية حياته الفنية بشكل ذاتي وبعدها درس الموسيقى في كيبوتس أورانينم بين السنوات (1951-1953)، وتعلم العزف على آلة الكمان عند أستاذ بلغاري. عمل في سلك التعليم لمدة 42 عام كمعلم للموسيقى والرسم والاشغال اليدوية. له الكثير من الأغاني المدرسية التي تدرس في الكثير من مدارس فلسطين المحتلة عام (1948). مدينة الناصرة كانت محور حياته الفنية ومؤلفاته الموسيقية فابدع لها أكثر من 25 عملًا فنيًا.
كان من رواد المؤلفين الفلسطينيين في تأليف الاسكتشات الغنائية وكان من المتأثرين جدًا بالمدرسة الرحبانية كان عازف لالة الكمان وله اهتمامات في الموسيقى الغربية والأرمنية. كذلك عمل قائدًا لجوقة مار مارون في الكنيسة المارونية في الناصرة حتى وفاته في 10 مايو 2004.

## من أشهر مؤلفاته
- مغناة بنت الناصره عام 1964.
- عرس الناصره عام 1967.
- عين العذراء عام 1970.